# Gaetano Salvemini
Gaetano Salvemini (Molfetta, 1873. szeptember 8. – Sorrento, 1957. szeptember 6.) olasz antifasiszta politikus, történész és író. Szülőhazájában és azon kívül – különösen az Egyesült Államokban – ismert és elismert történész lett, miután Mussolini Olaszországából emigrálni kényszerült.